# 恰戈达
恰戈达（羅馬化：Chagoda）是俄罗斯沃洛格达州的市级镇、恰戈多夏区行政中心，位于伏尔加河流域内佩西河汇入恰戈多夏河之处附近，在州府沃洛格达西方。
该地2021年人口有5,777人；2010年人口6,919；2002年人口7,432；1989年人口8,171。